# Un miracolo ordinario
Un miracolo ordinario (Обыкновенное чудо) è un film del 1978 diretto da Mark Zacharov.
La pellicola, tratta da una commedia di Evgenij Švarc, ha come protagonisti Aleksandr Abdulov, Oleg Jankovskij, Evgenij Livanov.
Oleg Jankovskij (l'attore preferito di Andrej Tarkovskij, p.e. Nostalghia) è il mago che crea e racconta questa favola filosofica, dove i personaggi sviluppano una vita propria: tra i protagonisti ci sono un orso incantato, una principessa, un re, un cacciatore e tanti altri.

## Produzione

### Riprese
Mentre lavorava alla sceneggiatura, Mark Zakharov è stato ispirato dalle registrazioni di Joe Dassin.
All'inizio delle riprese, Oleg Jankovskij ha subito un attacco di cuore; di conseguenza, le riprese sono state sospese e sono iniziate solo dopo che l'attore ha lasciato l'ospedale. Evgenij Leonov, che stava girando dopo un infarto, spesso offriva al regista di girare due riprese di una particolare scena — uno scenario e uno improvvisato — e Mark Zacharov spesso accettava il secondo come più accurato e divertente. Yevgeniya Simonova ha avuto difficoltà con la scena del tiro da una pistola, poiché non tollerava pistole e colpi. Aleksandr Abdulov ha eseguito tutti i trucchi del film da solo, tuttavia, nella scena con il cavallo al momento del jumpimg, l'attore ha dimenticato di liberare le gambe dalle staffe, a seguito della quale il cavallo lo ha guidato per diverse decine di metri a terra; tuttavia, Abdulov ha rifiutato i servizi di uno stuntman e ha eseguito il trucco.

## Colonna sonora
| Traduzione                                    | Titolo originale            | Titolo traslitterato        | Esecutore                            |
| --------------------------------------------- | --------------------------- | --------------------------- | ------------------------------------ |
| Canzone Del Mago                              | «Песенка Волшебника»        | Pesenka volshebnika         | Leonid Serebrennikov                 |
| Coro delle dame di compagnia di Emilia        | «Хор фрейлин Эмилии»        | Khor freylin Emilii         | Elena Charquiani                     |
| Distici Dell'Amministratore                   | «Куплеты Администратора»    | Kuplety Administratora      | Andrej Mironov                       |
| Coppia di Emilia e Locandiere                 | «Дуэт Эмилии и Трактирщика» | Duet Emilii i traktirschika | Larisa Dolina & Leonid Serebrennikov |
| La Ballata Dell'Amministratore                | «Баллада Администратора»    | Ballada Administratora      | Andrej Mironov                       |
| Canzone d'addio                               | «Прощальная песня»          | Proschal'naya pesnya        | Andrej Mironov & coro                |
| Canzone del cacciatore (non inclusa nel film) | «Песня охотника»            | Pesnya okhotnika            | Michail Bojarskij                    |

Nel 2022 è stata pubblicata la colonna sonora completa.